# تحول نشط وتحول سلبي

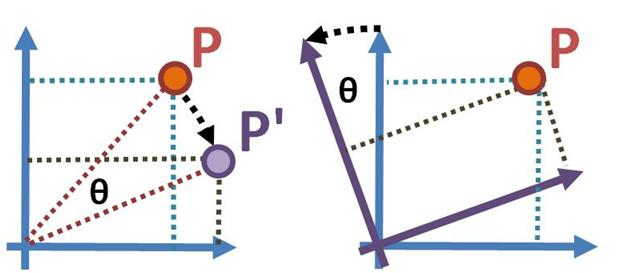
التحويل النشط يسارا، و التحويل السلبي يمينا

في الهندسة التحليلية، يتم تقسيم التحويلات الفضائية في الفضاء الإقليدي ثلاثي الأبعاد {\displaystyle {\displaystyle \mathbb {R} ^{3}}} إلى تحويلات نشطة أو سلبية. التحويل النشط هو تحويل يؤدي إلى تغير الموقع الفيزيائي لنقطة ما أو لجسم ما و يمكن تعريفه في حال غياب نظام إحداثي، بينما يعتبر التحويل السلبي مجدر تغير في النظام الإحداثي الذي يصف الجسم. عند ذكر التحويل، عادة ما يقصد الرياضياتيون التحويل النشط بينما يمكن أن يقصد المهندسون و الفيزيائيون أيا منهم. يمكن لكلا النوعين من التحاويل أن يمثل عن طريق مجموع من التحويل الخطي والانسحاب.
بشكل آخر، التحويل السلبي يشير إلى وصف الجسم نفسه في نظامين إحداثيين. على الجانب الآخر، التحويل النشط هو تحويل جسم واحد أو أكثر في نفس النظام الإحداثي. على سبيل المثال، التحويلات النشطة تكون مفيدة في وصف المواقع المتتابعة لجسم ما، ينما يكون التحويل السلبي مفيد لوصف حركة جسم الإنسان كمثال، كحركة قصبة الساق بالنسبة لعظم الفخذ أي أنه يستعمل لوصف الحركة بالنسبة إلى نظام إحداثي محلي يتحرك هو ذاته، والذي يكون عند الفخذ في هذه الحالة.

## مثال

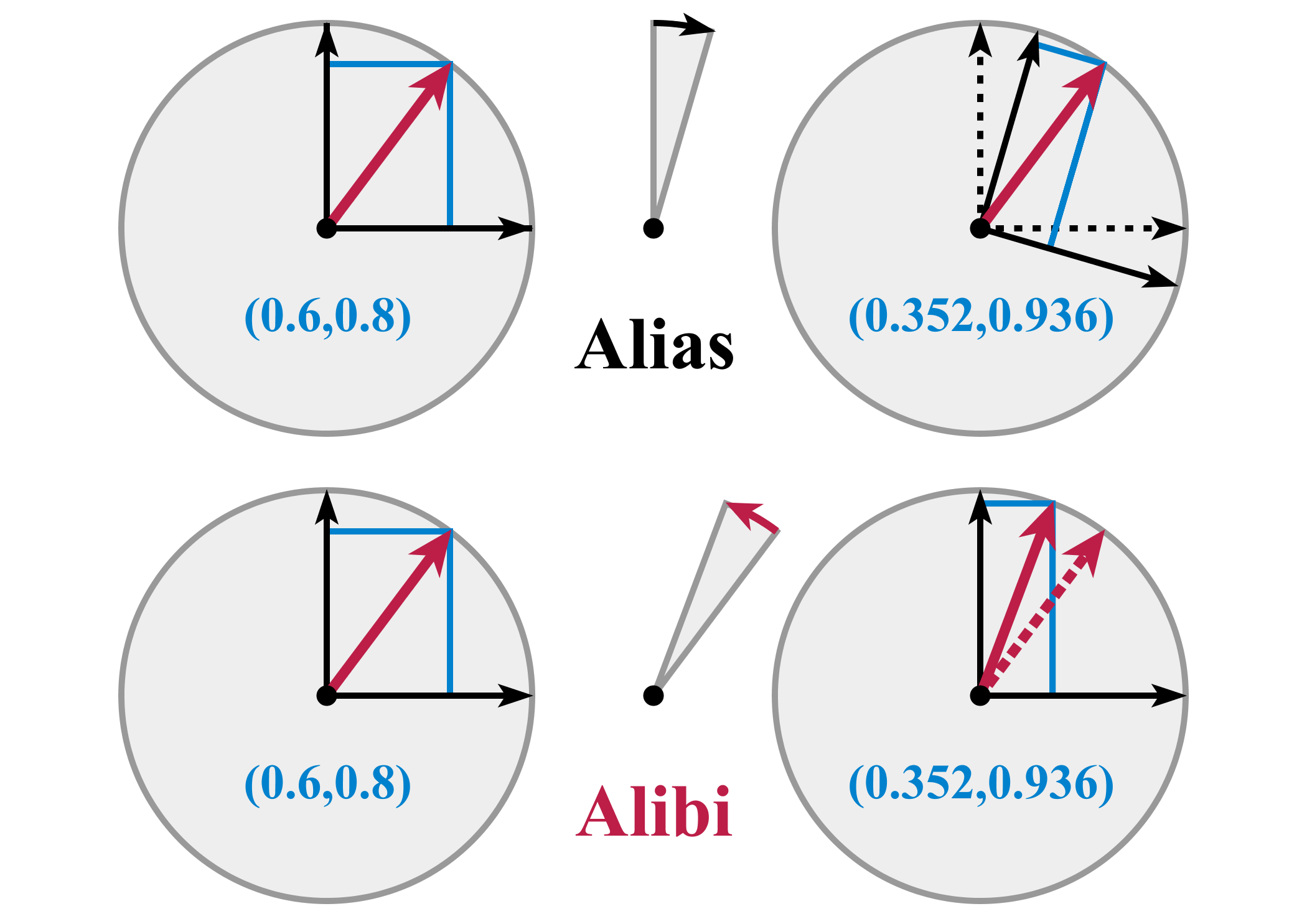
دوران نشط (أسفل) و سلبي (أعلى)

تعرف المتجهة {\displaystyle {\displaystyle \mathbf {v} =(v_{1},v_{2})\in \mathbb {R} ^{2}}} على أنها متجهة في مستوى ما. يمكن تدوير المتجهة بزاوية θ باتجاه عقارب الساعة عن طريق مصفوفة الدوران:
{\displaystyle {\displaystyle R={\begin{pmatrix}\cos \theta &-\sin \theta \\\sin \theta &\cos \theta \end{pmatrix}},}}
و التي يمكن النظر إليها كتحويل نشط أو سلبي، و تكون تحويل سلبي عند استعمال مقلوبها.

## تحويلات مكانية في الفضاء الإقليديR3{\displaystyle {\displaystyle \mathbb {R} ^{3}}}
عادة ما تحتوي التحويلات المكانية {\displaystyle {\displaystyle T\colon \mathbb {R} ^{3}\to \mathbb {R} ^{3}}} على انسحاب و تحويل خطي. سيتم تجاهل الانسحاب في التحليلات القادمة و سيتم التعبير عن التحويل الخطي كمصفوفة من حجم 3×3 تسمى {\displaystyle T}.

### تحويل نشط
تقوم {\displaystyle T} بتحويل المتجهة {\displaystyle {\displaystyle \mathbf {v} =(v_{x},v_{y},v_{z})}} إلى متجهة جديدة {\displaystyle {\displaystyle \mathbf {v} '=(v'_{x},v'_{y},v'_{z})=T\mathbf {v} =T(v_{x},v_{y},v_{z})}}.
إذا تم النظر إلى {\displaystyle {\displaystyle \{\mathbf {e} '_{x}=T(1,0,0),\ \mathbf {e} '_{y}=T(0,1,0),\ \mathbf {e} '_{z}=T(0,0,1)\}}} على أنها القاعدة الجديد، إذا تكون إحداثيات المتجهة الجديدة {\displaystyle {\displaystyle \mathbf {v} '=v_{x}\mathbf {e} '_{x}+v_{y}\mathbf {e} '_{y}+v_{z}\mathbf {e} '_{z}}} في القاعدة الجديدة هي نفسها تلك في القاعدة الأصلية {\displaystyle {\displaystyle \mathbf {v} =v_{x}\mathbf {e} _{x}+v_{y}\mathbf {e} _{y}+v_{z}\mathbf {e} _{z}}}. لاحظ أن التحويل النشط يكون منطقيا حتى في التحويل الخطي إلى متجهة مكان مختلفة. يمكن كتابة المتجهة بشكل e دون إشارة الفاصلة العليا فقط إذا كان التحول من الحيز الذي يشغله و إليه.

### تحويل سلبي
عندما يتم النظر إلى {\displaystyle T} على أنها تحول خامل، المتجه الأساس {\displaystyle {\displaystyle \mathbf {v} =(v_{x},v_{y},v_{z})}} لا يتغير بينما يتم تحويل القاعدة و النظام الإحداثي كاملا إلى الجهة المعاكسة، أي ما يمثل مقلوب {\displaystyle T} إلى {\displaystyle {\displaystyle T^{-1}}}. ما يعطي نظام الإحداثيات الجديد XYZ متجهات القاعدة التالين:
{\displaystyle {\displaystyle \mathbf {e} _{X}=T^{-1}(1,0,0),\ \mathbf {e} _{Y}=T^{-1}(0,1,0),\ \mathbf {e} _{Z}=T^{-1}(0,0,1)}}
ما يجعل الإحداثيات الجديدة للمتجهة سابقة التعريف هي {\displaystyle {\displaystyle (v_{X},v_{Y},v_{Z})}} و تعرف على أنها:
{\displaystyle {\displaystyle \mathbf {v} =(v_{x},v_{y},v_{z})=v_{X}e_{X}+v_{Y}e_{Y}+v_{Z}e_{Z}=T^{-1}(v_{X},v_{Y},v_{Z})}}
نستنتج أن:
{\displaystyle {\displaystyle (v_{X},v_{Y},v_{Z})=T(v_{x},v_{y},v_{z})}}